# Sven Inge Höglund

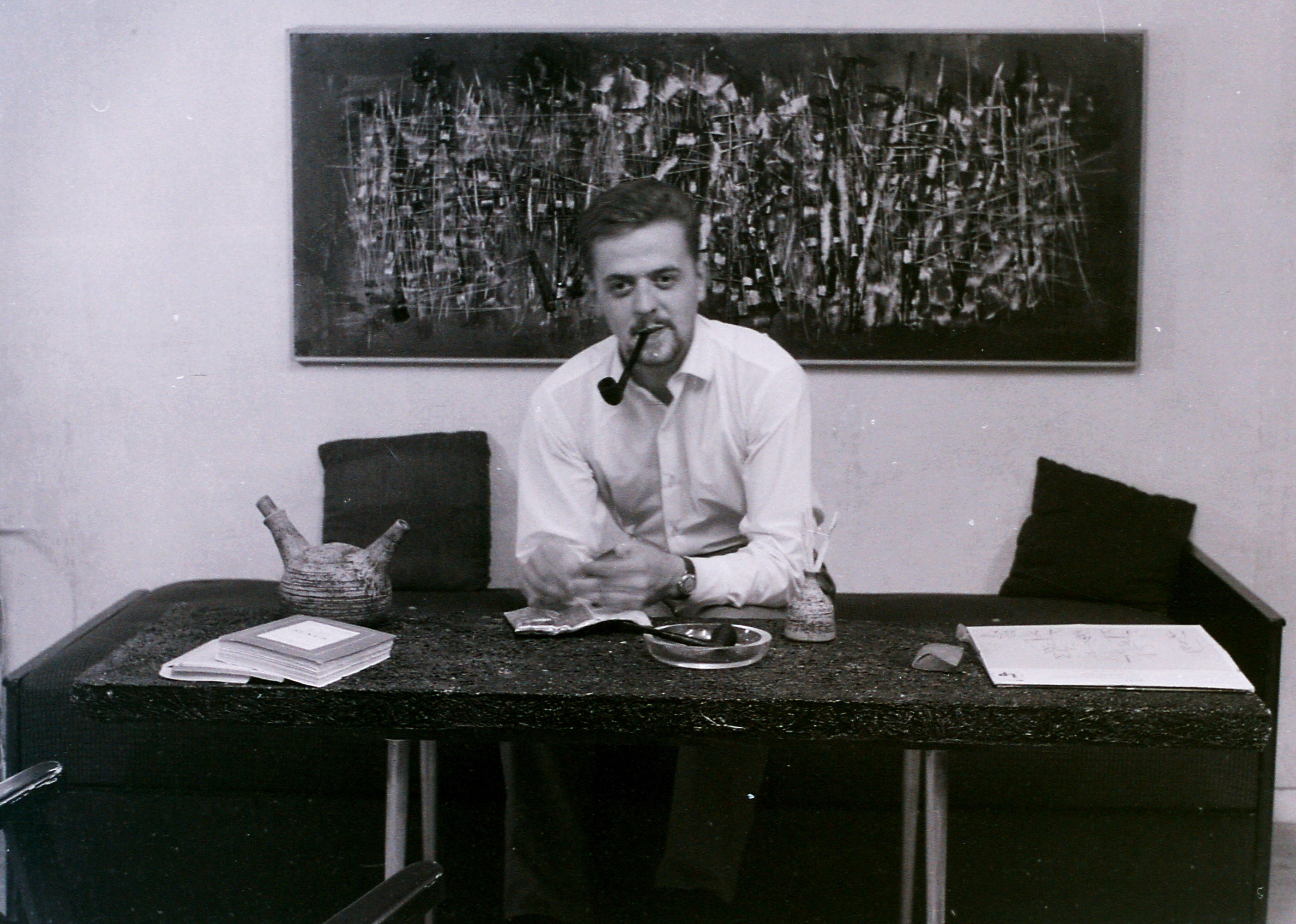
Sven Inge Höglund

Sven Inge Höglund, senare Demonér, född 1935 i Umeå, död 20 november 2008, var en svensk målare, tecknare och hologramkonstnär.
Höglund var huvudsakligen autodidakt som konstnär men studerade periodvis måleri i Paris och vid Konstfackskolan i Stockholm. Han ställde ut på Galleri Karlsson i Stockholm 1964 och medverkade därefter i ett stort antal utställningar bland annat i  Japan och Taiwan. Tillsammans med Ture Sjölander och Bror Wikström började han experimentera med elektronisk bildkonst vilket resulterade i ett flertal  TV-produktioner. Han medverkade bland annat i produktionerna Space in the Brain 1969, Alice in the Light Land 1978 och Konstnären och Datorn 1979. För att kunna visa sina bilder i en speciell hologramteknik anlitade han Erik Nyberg vid Elektronmusikstudion i Stockholm som utvecklade den speciella programvara som krävdes.